# Distretto di Babu
Il distretto di Babu (八步区S, BābùP) è un distretto della Cina, situato nella regione autonoma di Guangxi e amministrato dalla prefettura di Hezhou.